# Abdullah Al-Mayouf
Abdullah Ibrahim Al-Mayouf (Riade, 23 de janeiro de 1987), é um futebolista saudita que atua como goleiro. Atualmente joga no Al Shabab.

## Carreira
Foi convocado para defender a Seleção Saudita de Futebol na Copa do Mundo de 2018.

## Títulos
Al-Ahli Jeddah
- Campeonato Saudita de Futebol: 2015/16
- Saudi Cup: 2011/12, 2012/13, 2015/16
- Copa da Coroa do Príncipe 2006/07, 2014/15
- Super Copa Saudita: 2018/19

Al-Hilal
- Campeonato Saudita de Futebol: 2016/17, 2017/18
- Saudi Cup Winner: 2016/17, 2012, 2016
- Crown Prince Cup: 2014–15
- Gulf Club Champions Cup: 2008